# Daniela Anghel
Daniela Anghel (Alexandria, 1979) é uma pintora romena e portuguesa residente em Luanda. Formou-se em pintura na Faculdade de Artes da Universidade de Lisboa.
Em 1996 recebeu o primeiro prémio na conhecida Olímpiada de Pintura de Iasi, na Roménia, e, no ano seguinte, expôs em Londres.
No ano de 2003, já em Portugal, participou, desta feita, numa exposição colectiva na cidade de Sintra.
Todavia, foram os dois anos seguintes que lhe trouxeram o reconhecimento pelo qual há muito aguardava. Em 2004, ano de extrema produtividade para a pintora, participou em exposições na Biblioteca Municipal de Ponte de Sor, nas galerias de arte do Casino Estoril e do Casino da Póvoa do Varzim, e, em 2005, concretizou a sua exposição de maior sucesso e reconhecimento: uma exposição no Casino Estoril, intitulada "Grandes mulheres portuguesas", onde a pintora romena expôs um série de 38 retratos de conhecidas mulheres de Portugal, das mais diversificadas áreas, entre elas a Marquesa de Alorna,  Soror Maria, Sophia de Mello Breyner, Palmira Bastos ou mesmo Maria Matos. Devido a tal exposição recebeu muitas críticas elogiosas de diversas figuras públicas, incluindo a escritora Agustina Bessa-Luís, que a apelidou de "retratista de inegável qualidade e mérito".
2005 foi também o ano em que pintou um retrato do ex-Presidente da República Jorge Sampaio, a pedido do mesmo.